# Zamek Scotty’ego

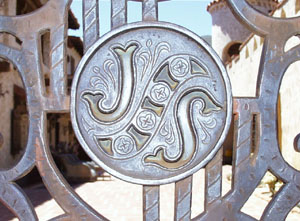
Emblemat na bramie. Uważany za symbol przyjaźni Johnsona i Scotty’ego

Zamek Scotty’ego lub Ranczo Doliny Śmierci – dwupiętrowa willa na północy Parku Narodowego Dolina Śmierci w hrabstwie Inyo stanu Kalifornia, blisko granicy z Nevadą (hrabstwo Nye). Nazwa budowli pochodzi od Waltera E. Scotta pomimo tego, iż nigdy nie należała do niego.

## Historia
Walter E. Scott, słynny hochsztapler, przekonał biznesmena Alberta Johnsona do zainwestowania w Dolinie Śmierci w złoża złota, których miał być właścicielem, co nie było prawdą. Do roku 1937 Johnson kupił ponad 1500 akrów w Kanionie Grapevine i mniej więcej (jak się później okazało) na tym terenie rozpoczęto w 1922 roku budowę posiadłości, która w sumie kosztowała półtora do dwóch i pół miliona dolarów. Ponieważ małżonkom Johnsonom tamtejszy klimat, podczas kilku wypraw, bardzo się spodobał i uznali, że służy ich zdrowiu, to zdecydowali o kontynuowaniu budowy z przeznaczeniem posiadłości na rezydencję zimową. 
Wielki kryzys poważnie utrudnił realizację przedsięwzięcia. Ponadto w 1931 okazało się, że miejsce budowy znajduje się poza gruntami Johnsonów, a w 1933 r. ubezpieczeniowa firma A. Johnsona zbankrutowała. Małżonkom pozostał niewielki majątek. Nie mając spadkobierców zdecydowali o przekazaniu posiadłości po ich śmierci fundacji Gospel. W 1970 r. National Park Service odkupił posiadłość od fundacji za 850 000 dolarów.
Walter Scott zmarł w 1954 r., pochowano go na wzgórzu blisko willi.

## Turystyka
Posiadłość stanowi atrakcję turystyczną – według Centrum Zwiedzania Muzeum Zamek Scotty’ego rocznie odwiedza ok. 100 000 turystów. Gościom proponowane są koncerty organowe, zwiedzanie tunelu długości ćwierć mili (402 metrów), gdzie jest mała elektrownia i tysiące kafelków przeznaczonych na basen, który nigdy nie powstał. Ponadto w zamku zachowała się większość oryginalnych mebli i drobnych przedmiotów, w tym odzież Alberta Johnsona.

## Dojazd
Zamek znajduje się ok. 45 mil (ok. 72 km) na północ od Stovepipe Wells w Kalifornii. W pobliżu - ok. godziny jazdy – jest też Las Vegas w Nevadzie.